# Be4 Classic Rock
Be4 Classic Rock (auch als Digital Classix bekannt) ist ein Lokalradio aus München, das als zweites Programm von Radio 2Day ausgestrahlt wird.

## Programm
Das Programm von Be4 Classic Rock ist täglich von 12 bis 21 Uhr auf Sendung. In Zeit von 21 bis 0 Uhr wird der Programmplatz von Radio Opera belegt und von 0 bis 12 Uhr wird Radio 2Day übernommen.
Die Musikauswahl des unmoderierten Programms reicht von Black Classics über Classic Rock bis Reggae. Um xx:15 Uhr gibt es die Nachrichten der BLR der vorhergehenden vollen Stunde.
Programmchef von Be4 Classic Rock ist Peter Bertelshofer, der auch dem Münchner Lokalsender Radio2Day vorsteht.

## Empfang
DAB Kanal 11C (Kennung Digital Classics) in München und Umgebung